# Oxalis incana
Oxalis incana är en harsyreväxtart som beskrevs av Rodolfo Amando Philippi. Oxalis incana ingår i släktet oxalisar, och familjen harsyreväxter. Inga underarter finns listade i Catalogue of Life.